# ラクーア伝道
ラクーア伝道(らくーあでんどう)はアメリカ人宣教師L.ラクーアによる、1954年から1960年まで行われたプロテスタント教会の伝道活動。
1950年にアメリカの合同メソジスト教会の牧師のラクーアが来日した。五ヶ月に亘りトレーラーで日本の教会を巡回して伝道した。ラクーア夫婦と二人の女性の4人で、マリンバやハモンドオルガンを用いて野外の音楽伝道をした。
128の町々を回り、43万人の聴衆を集めて、およそ38,000人の決心者を起こした。また、宣教百年記念運動に組み込まれた。1954年から6年間に渡り、夏期に伝道活動をした。この活動の結果31の教会が誕生した。